# Diablo IV
Diablo IV est un jeu vidéo d'action-RPG de type hack 'n' slash développé par Blizzard Entertainment. Il constitue le quatrième épisode principal de la série Diablo, faisant suite à Diablo III sorti en 2012. Annoncé durant la BlizzCon 2019, il sort le 6 juin 2023 sur Microsoft Windows, PlayStation 4, PlayStation 5, Xbox One et Xbox Series. Le jeu permet une jouabilité multiplateformes, il est aussi bien possible de jouer avec l’un des personnages de son compte Battle.net sur PC que via l’une des consoles ; de plus, il est possible pour des joueurs disposant de plate-formes différentes de jouer ensemble.
Une extension intitulée Vessel of Hatred (en) est sortie le 8 octobre 2024.

## Univers
L'histoire de Diablo IV prend place après la fin de Diablo III et la défaite de Malthaël face aux Nephalems. Les fragments de la pierre d'âme noire, détruite lors de ces événements, ont conduit au retour de certains démons, notamment Duriel. La principale antagoniste du jeu est Lilith, la fille de Mephisto et mère du monde Sanctuaire.

## Système de jeu
Comme les autres jeux de la série, Diablo IV est un jeu hack 'n' slash. L'objectif du joueur est de contrôler un personnage qui doit explorer différents environnements et combattre des monstres pour gagner de l’expérience, des armes et divers objets d'équipement. L’action du jeu se déroule en temps réel.
Cinq classes de personnages sont disponibles, chacun pouvant être masculin ou féminin et possédant des caractéristiques et un gameplay qui lui est propre :
- Barbare : champion du corps à corps, utilise aussi bien une arme dans chaque main que des armes à deux mains pour infliger des dégâts physiques et des saignements à ses adversaires et également des capacités de bonds et de cris de guerre.
- Sorcier : utilise des compétences de magie offensives et défensives ainsi que des invocations infligeant des dégâts de foudre, de feu et de glace.
- Voleur : très mobile, il utilise des compétences d'agilité, de tirs et des pièges pour infliger des dégâts rapidement. Il s'appuie également sur des clones, des grenades et des imprégnations d'ombre, poison et glace.
- Druide : adepte de la nature ce métamorphe peut se transformer en ursoïde ou lycanthrope et utiliser la magie de la terre et des orages. Il peut également invoquer des compagnons.
- Nécromancien : invoque des squelettes et des golems pour combattre à ses côtés et utilise des compétences de magie des os, du sang et des ombres.

Le monde du jeu est un monde ouvert : il est possible de voyager entre différentes régions ou donjons avec peu d'écran de chargement. De plus, chaque région peut être complétée dans n'importe quel ordre. Afin de prendre en charge ces nouveaux changements, le nombre et la puissance des ennemis est calculée en fonction du niveau du joueur (ou de celui du chef du groupe, en mode multijoueur) et l'histoire est non linéaire. Certaines zones offrent toutefois des possibilités d'interactions limitées au joueur, jusqu'à ce que certains jalons de l'histoire soient atteints. Il est également possible de croiser des joueurs au hasard en jeu, avec la possibilité de se rassembler pour affronter des boss lors d'événements aléatoires. Cette option est définie par le type de région : il est ainsi possible de croiser un grand nombre d'autres joueurs dans les villes, tandis que les régions plus sauvages ne présentent qu'un faible nombre de joueurs pour renforcer le sentiment de désolation.

## Développement
Diablo IV est annoncé le 1er novembre 2019 à la BlizzCon 2019, avec la bande-annonce Le sang est la clé, qui révèle le personnage de Lilith. Trois classes de personnage sont dévoilées à ce moment : le barbare, la sorcière et le druide. Le directeur du jeu de Diablo IV est Luis Barriga, qui a travaillé sur Diablo III: Reaper of Souls et World of Warcraft: Legion.
La classe de la voleuse est présentée à l'occasion de la BlizzCon 2021. Celle du nécromancien est officialisée durant le Xbox & Bethesda Games Showcase 2022 en juin 2022. La date de sortie de Diablo IV est alors confirmée pour 2023 sur Microsoft Windows, PlayStation 4, PlayStation 5, Xbox One et Xbox Series.
Lors de la cérémonie des Game Awards 2022, une date de sortie est annoncée pour le 6 juin 2023. Une seconde bande-annonce est présentée à cette occasion. Il devient également possible de précommander le jeu, afin de pouvoir bénéficier d'un accès anticipé à la bêta ouverte et de bonus pour différents titres de Blizzard.
Le 18 février 2023, il est annoncé à l'occasion de l’IGN Fan Fest que la bêta ouverte du jeu sera accessible du 17 au 19 mars, et du 24 au 26 mars. Plus d’un million de joueur ayant précommandé le jeu ont obtenu les différents bonus dont l’un nécessitait d’atteindre le niveau 20.

### Extension
Une extension intitulée Vessel of Hatred (en) est sortie le 8 octobre 2024.

## Accueil

### Critiques
Diablo IV reçoit à sa sortie un accueil critique positif, l'agrégateur Metacritic lui donnant entre 87 et 91/100 selon la plateforme ; l'accueil du public est extrêmement négatif avec une note moyenne donnée par les joueurs de 2,2/10,,. L'agrégateur OpenCritic lui accorde quant à lui une note de 88 et un score de recommandation de 93 %.

### Distinctions
Le jeu est nommé à deux reprises lors des Games Awards 2023.

### Succès commercial
En cinq jours de commercialisation, Diablo IV a rapporté 666 millions à Blizzard. Diablo IV est le jeu le plus téléchargé sur le PlayStation Store de la PlayStation 5 aux États-Unis, au Canada et en Europe au mois de juin 2023.
En septembre 2024, on apprend sur LinkedIn par Harrison Froeschke (un des chefs de produit) que le jeu a généré plus d'un milliard de dollars, dont 150 millions en microtransactions.